# Zyraxes
Zyraxes (greacă Ζιραξες) a fost un rege al geților în secolul I î.Hr. stăpânind Nordul și Nord-Vestul Dobrogei și a fost amintit de către Dio Cassius în legătură cu campaniile lui Marcus Licinius Crassus la Dunărea de Jos
Guvernatorul Moesiei Antonius Hybrida a fost înfrânt sub zidurile Histriei în 61 î.Hr. Geții lui Zyraxes și bastarnii din Sciția au fost aliați cu histrienii, dar se pare că principalii biruitori în acest conflict au fost geții deoarece ei au păstrat trofeele și le-au dus cu ei la Genucla, puternica cetate a lui Zyraxes.
Trofeele au fost recuperate de către Marcus Licinius Crassus când a atacat cetatea Genucla, situată undeva pe Dunăre, în 28 î.Hr. Zyraxes a știut bine că nu poate rezista singur și s-a retras peste Dunăre, la bastarni (sciți) cu care avea legături de alianță, luându-și tezaurul cu el. Cetatea a căzut în absența sa în urma unui scurt, dar greu asediu.